# Susan Rothenberg
Susan Rothenberg (* 20. Januar 1945 in Buffalo, New York; † 18. Mai 2020 in Galisteo, New Mexico) war eine amerikanische Malerin und Zeichnerin.

## Leben und Wirken
Susan Rothenberg wuchs in einer typischen amerikanischen Mittelschichtsfamilie als Tochter von Leonard und Adele Rothenberg zusammen mit einem Bruder auf. Ihre frühen Jahre waren „ereignislos“. Nach einer Bildhauerlehre studierte Rothenberg ab 1962 an der Fine Arts School der Cornell University in Ithaca. Das Studium schloss sie 1967 mit dem Bachelor of Fine Arts (B.F.A.) ab. 1965 lebte sie zwischenzeitlich in Griechenland. 1971 heiratete sie den Bildhauer George Trakas, von dem sie sich 1979 trennte.
Rothenberg gehörte Ende der 1970er Jahre zu den amerikanischen Künstlern, die zu einer expressiven, figurativen Malerei fanden. Bereits 1979 nahm sie im Whitney Museum of American Art an einer Ausstellung mit dem Titel „New Image Painting“ teil. In ihren in reduziertem Farbspektrum in Acrylfarben ausgeführten Arbeiten stellte sie an prähistorische Höhlenmalerei erinnernde Tiermotive vor. Erste, mit kraftvollen, kräftigen Pinselstrichen konturierte Pferdedarstellungen entstanden bereits ab 1973. Rothenberg nahm 1980 an der Biennale von Venedig teil; 1982 war sie in der Berliner Ausstellung Zeitgeist die einzige Künstlerin neben 45 beteiligten Männern. 2025 widmet ihr die Kunsthalle Krems eine Einzelausstellung.
Ab Mitte der 1990er Jahre behielt sie ihr figuratives Formenvokabular bei, wandte sich aber einer amorphen, vieldeutigen und klare Definitionen vermeidenden Ölmalerei zu, die den Menschen zum Mittelpunkt hat.
1989 heiratete sie den Bildhauer und Installationskünstler Bruce Nauman und gründete mit ihm eine Ranch im Galisteo Basin in New Mexico. Sie starb im Mai 2020 im Alter von 75 Jahren.

## Ausstellungen
- 1975: Three Large Paintings, 112 Greene Street Gallery, New York
- 1980: 39. Biennale di Venezia, Venedig[4]
- 1981: Susan Rothenberg, Kunsthalle Basel (auch: Frankfurter Kunstverein, Frankfurt am Main)
- 1992: documenta 9, Kassel
- 2009: Moving in Place, Modern Art Museum of Fort Worth, Fort Worth, Texas; (2010 auch Miami Art Museum)
- 2025: Personale Susan Rothenberg in der Kunsthalle Krems[5]

## Auszeichnungen
- 1990 Wahl zum Mitglied der American Academy of Arts and Letters[6]
- 2003 Rolf-Schock-Preis für den Bereich bildende Kunst
- 2005 Wahl zum Mitglied (NA) der National Academy of Design[7]